# Finska bildhuggarförbundet

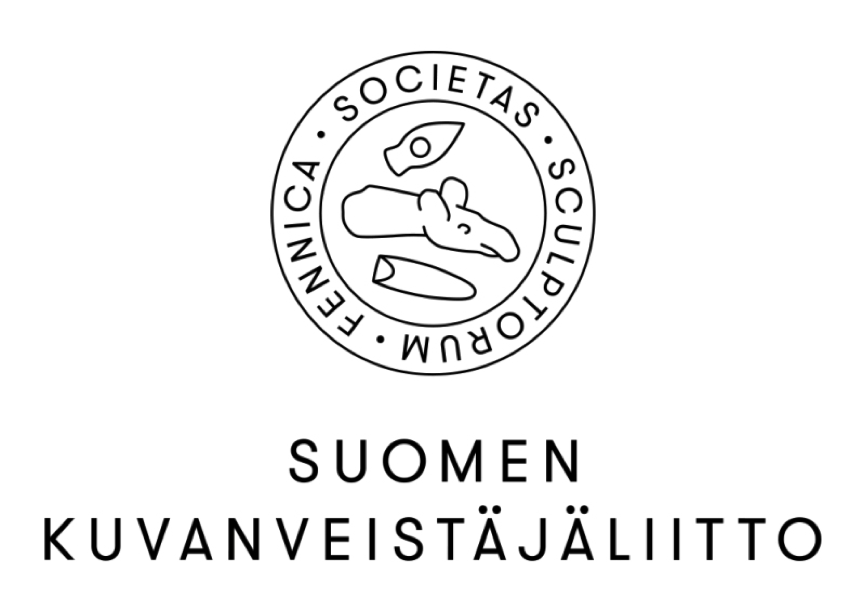
Organisationens logotyp.

Finska bildhuggarförbundet är en finländsk organisation som grundades 1910 i syfte att stärka skulptörernas ställning. 
Finska bildhuggarförbundet är i dag ett riksomfattande fackförbund, som underlyder Konstnärsgillet i Finland, med uppgift att befrämja finländsk skulptur, bevaka skulptörernas yrkesmässiga, ekonomiska och sociala intressen, stödja skulptörernas internationella samarbete och kontakter samt öka allmänhetens intresse för skulptur. År 2010 hade förbundet 280 egentliga medlemmar och 100 provmedlemmar, de flesta finländska medborgare, men även i Finland fast bosatta utländska skulptörer. Förbundet arrangerar utställningar av finsk skulptur i hemlandet och utomlands och står bland annat till tjänst vid inköp av skulpturer och beställningsverk samt arrangerande av skulpturpristävlingar. Förbundet driver ett eget galleri, Galleria Sculptor, som i huvudsak presenterar modern finländsk skulpturkonst, och vart femte år arrangerar en omfattande Sculptor-utställning.